# Халиков, Габдулхак Абзалилович
Халиков Габдулхак Абзалилович (9 февраля 1931 — 30 сентября 2007) — инженер-механик, член-корреспондент АН РБ (1991), доктор технических наук (1971), профессор (1972), заслуженный деятель науки БАССР (1979).

## Биография
Халиков Габдулхак Абзалилович родился 9 февраля 1931 года в д. Курмантау Башкирской АССР.
Окончил Уфимский нефтяной институт в 1956 г., а в 1979 году — Удмуртский государственный университет.
Доктор технических наук, профессор; академик РАЕН, член-корреспондент Академии наук Республики Башкортостан.
Заведующий кафедрой гидродинамики Башкирского государственного университета (ныне Уфимский университет науки и технологий), руководитель лаборатории комплексного освоения минерального сырья Академии наук Республики Башкортостан, генеральный директор Башкирского молодёжного физико-технического института РАЕН.
Заслуженный деятель науки Республики Башкортостан; Отличник высшего образования СССР.
Состоял в Отделении нефти и газа АН РБ.

## Труды
Автор более 300 науч. работ, в том числе 7 монографий.

## Награды и звания
- Заслуженный деятель науки БАССР (1979).